# Blanca Ruth Esponda Espinosa
Blanca Ruth Esponda Espinosa (Jiquipilas, Chiapas, 20 de junio de 1946) es una política mexicana, miembro del Partido Revolucionario Institucional (PRI). Ha sido senadora, diputada federal y diputada al Congreso de Chiapas.

## Biografía
Es doctora en Derecho por la Universidad Nacional Autónoma de México (UNAM). Fue postulada como candidata a senadora por el PRI en 1988 en segunda fórmula por el estado de Chiapas. Resultó elegida para un periodo extraordinario de solo tres años, del 1 de septiembre de 1988 al 31 de octubre de 1991, correspondientes a la LIV Legislatura.
Al terminar el cargo anterior, fue elegida diputada federal por el principio de representación proporcional a la LV Legislatura de 1991 a 1994, siendo en ella presidenta de la comisión de Población y Desarrollo.
Entre 2000 y 2006 fue senadora suplente del propietario Luis Colosio Fernández, sin llegar nunca a ocupar el cargo. De forma posterior el gobernador de Chiapas Juan Sabines Guerrero la nombró el 27 de agosto de 2007 como subsecretaria de Gobierno, y posteriormente, coordinadora general de Gabinete.
En 2012 fue elegida diputada a la LXV Legislatura del Congreso del Estado de Chiapas por representación proporcional, ejerciendo el cargo hasta 2015.